# Коппи, Антонио
Антонио Коппи (итал. Antonio Coppi, 1783—1870) — итальянский монах, пресвитер, писатель и археолог.

## Биография
Антонио Коппи поступил в семинарию в Турине для получения религиозного звания (1799), но не смог закончить, потому что семинария закрылась при французских оккупационных войсках. Был самоучкой: в его семье была богатая библиотека, оставшаяся от его двоюродного деда-иезуита, умершего в 1790 году.
В 1803 году он отправился в Рим, город, где он провёл большую часть своей жизни. В 1811 году его нанял эрудит Никола Мария Николаи (Nicola Maria Nicolai) в качестве помощника для сбора необходимой исторической документации. Для Коппи наступил период кропотливой работы в архивах и библиотеках  Рима, из которого он вынес материал для многочисленных собственных публикаций историко-археологического характера.
Участвовал в основании (9 апреля 1813) римского научного общества под названием «академия Тиберина» (ит.), был её первым президентом. Общество существует и ныне.

## Издания
- «Annali d’Italia dal 1750» и «Continuazione degli Annali d’Italia del Muratori dal 1750» (Флор. и Лукка, 1824—1868; доведён до 1861) — главный труд Коппи.
- «Cenni storici di alcune pestilenze, raccolti da A. Coppi» (Рим, 1832)
- «Cenni storici di alcune pestilenze e del colera morbus co' mezzi più efficaci per preservarsene, raccolti da A. Coppi» (Неаполь, 1832)
- «Di Fregene, di Maccarese, della Villa di S. Giorgio e di Campo Salino» (Рим, 1835)
- «Cenni biografici di Carlo Fea» (Рим,, 1836)
- «Sulla servitù e libera proprietà dei fondi» (2-е изд. 1842);
- «Sulle finanze di Roma nei secolo di mezzo» (1855).
- «Memorie Colonnesi, compilate da Antonio Coppi» (Рим, 1855)
- «Documenti storici del Medio Evo relativi a Roma ed all’Agro romano, raccolti da A. Coppi» (1862)
- «Cenni biografici di Margherita Gioeni Colonna principessa di Castiglione vedova Rospiglioli-Pallavicini» (Рим, 1864)